# J. K. Rowling
Joanne «Jo» Kathleen Rowling OBE FRSL (Yate, South Gloucestershire, Anglaterra, 31 de juliol de 1965), que fa servir el nom J. K. Rowling i, menys habitualment, el pseudònim Robert Galbraith, és una escriptora anglesa, autora de la història fantàstica de Harry Potter, el nen mag. Va néixer a Chipping Sodbury, South Gloucestershire. Durant un temps, va ensenyar anglès a Portugal.
El seu editor, Bloomsbury, volia que ella fes servir només les seves inicials en la portada dels llibres de Harry Potter, adduint que un nom femení a la portada atrauria menys l'interès dels nens, per la qual cosa va decidir utilitzar el nom de la seva àvia, Kathleen.
El febrer del 2004, la revista Forbes va indicar que la fortuna de Rowling ascendia a 576 milions de lliures esterlines, i es convertia en la dona més rica del Regne Unit, fins i tot més que la reina Elisabet II.
L'escriptora va rebre el Premi Príncep d'Astúries de la Concòrdia l'any 2003.

## Biografia com a autora
Rowling va escriure dues novel·les per a adults, però que mai no va provar de publicar, abans que se li acudís la idea de Harry Potter en un viatge en tren. Tenia pocs diners i va haver d'apuntar la història en tovallons de paper. Segons Rowling, a l'acabar el viatge en tren ja tenia tots els personatges per a l'argument de l'obra. Es diu que era tan pobra que va teclejar dos cops la seva obra en una màquina d'escriure per estalviar-se les fotocòpies. Quan es va divorciar del portuguès Jorge Arantes, va tornar al Regne Unit amb la seva filla.
Quan va aconseguir que publiquessin el seu llibre, aquest va tenir un èxit enorme. Les vendes dels llibres l'han convertida en multimilionària. Després de publicar el quart llibre, va escriure'n dos més i va destinar-ne els guanys a l'ONG Comic Relief. Entre altres contribucions, ha fet donacions a la investigació del tractament per a l'esclerosi múltiple, la malaltia que havia causat la mort de la seva mare.
La publicació del cinquè llibre va veure's retardada, ja que va haver d'afrontar una demanda de plagi per part de Nancy Stouffer, que va ser desestimada. Finalment el cinquè llibre va ser publicat el 21 de juny de 2003.
A finals del 2003, Rowling va ser convidada pel productor Rusell T. Davies a participar en un episodi del programa britànic de televisió Doctor Who però no la va poder acceptar perquè es trobava ocupada escrivint el següent llibre de la sèrie.
La saga de Harry Potter es va completar amb la publicació de Harry Potter i el misteri del príncep el 2005, i Harry Potter i les relíquies de la mort el 2008. Amb aquests dos volums, s'arribava als set en el total de la saga, un per a cada curs que en Harry Potter passa a l'escola Hogwarts en la ficció.
En una entrevista el novembre de 2002, J. K. Rowling va afirmar que, de petita, el seu llibre preferit era The Little White Horse de l'escriptora britànica Elizabeth Goudge.
Rowling també ha estat caricaturitzada en la sèrie els Simpsons, com a convidada especial.
El desembre del 2012, es va publicar en català la primera novel·la per a adults de Rowling amb el títol La vacant imprevista.
La seva saga de novel·les de misteri Cormoran Strike (2013-2019), escrita amb el pseudònim Robert Galbraith, ha gaudit també d'èxit popular i ha estat adaptada com a série de televisió per la BBC, anomenada C.B. Strike.
El 2016 es va estrenar com a guionista de cinema amb Bèsties fantàstiques i on trobar-les, una nova història dins l'univers del nen mag, però anterior a ell. La pel·lícula és protagonitzada per Eddie Redmayne, i se centra en les aventures de Newt Scamander, l'autor del llibre que inspirarà Potter setanta anys més tard. També és la guionista de la seqüela Bèsties fantàstiques: Els crims de Grindelwald.
Ha rebut dures crítiques per les seves opinions explícitament transfòbiques, que la van portar a denunciar suposats assetjaments i amenaces de mort. Així mateix, ha defensat i finançat organitzacions transexcloents  que militen per la supressió dels drets de les persones trans, i ha atacat diversos col·lectius pro drets trans.

## Llegat

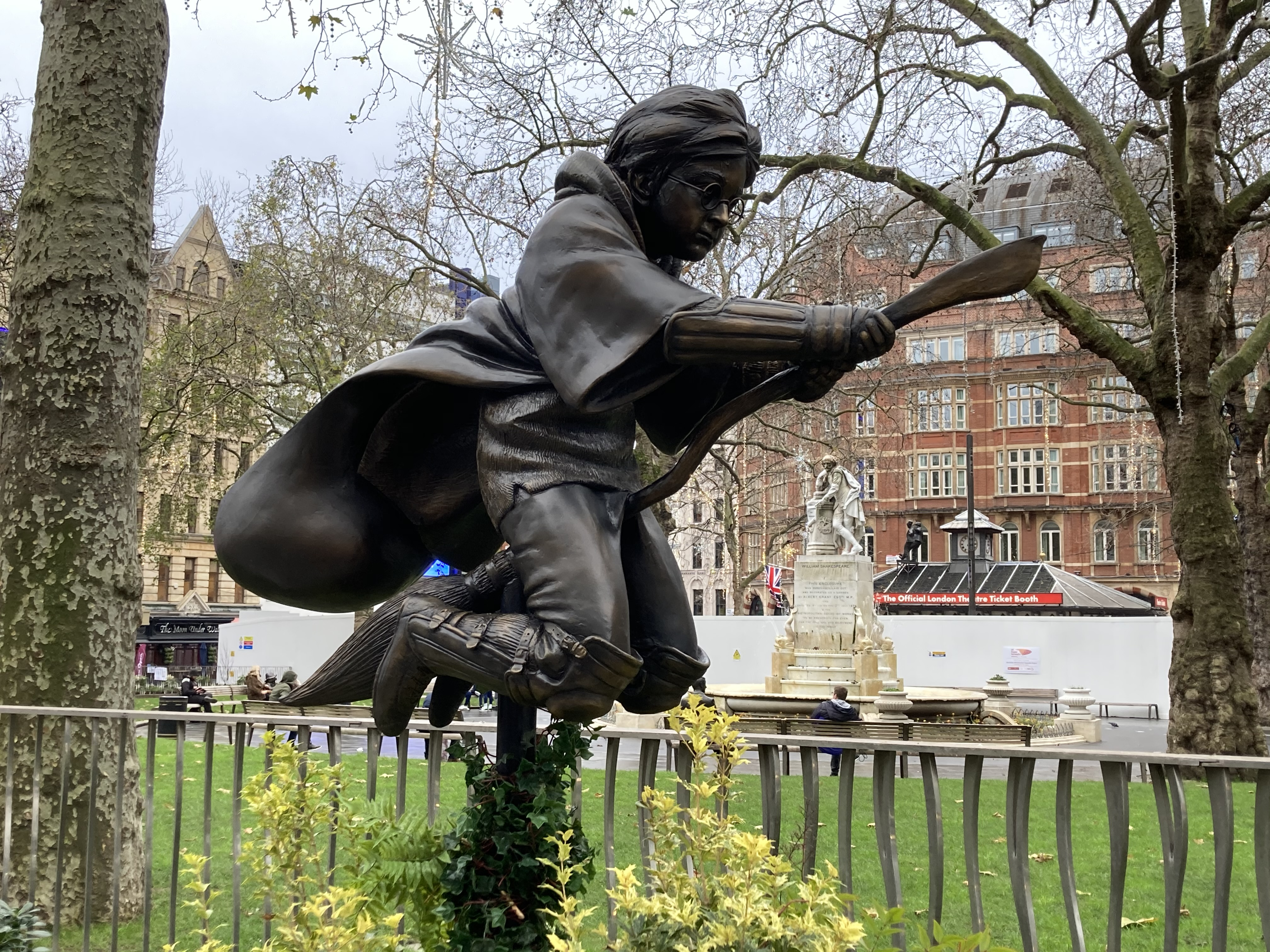
Escultura de Harry Potter com a part de la ruta d'escultures Scenes in the Square a Leicester Square, Londres, 2020

La sèrie Harry Potter de Rowling s'ha atribuït un ressorgiment de la ficció crossover: literatura infantil amb un atractiu per a adults.
| « | Tot i que assenyala la visió predominant que Harry Potter va catalitzar aquest canvi, la crítica Rachel Falconer també atribueix factors socioeconòmics. Segons la seva opinió, l'èxit de Rowling forma part d'un canvi cultural més gran en la societat occidental contemporània que atorga més pes i valor al significant, el 'nen', que en dècades anteriors. | » |

 Els encreuaments eren freqüents a la ficció americana i britànica del segle xix, però van caure en desgràcia al segle XX  i no es van produir a la mateixa escala. La tendència crossover posterior a Harry Potter s'associa amb el gènere fantàstic. A la dècada del 1970, els llibres infantils eren generalment realistes en lloc de fantàstics, mentre que la fantasia per a adults es va fer popular a causa de la influència d’El Senyor dels Anells. La dècada següent va veure un interès creixent per temes ombrívols i realistes, amb una sortida de lectors i escriptors de fantasia cap a obres per a adults.
L'èxit comercial de Harry Potter el 1997 va invertir aquesta tendència. L'envergadura del seu creixement no tenia precedents en el mercat infantil: en quatre anys va ocupar el 28% d'aquest camp per ingressos. La literatura infantil va augmentar d'estatus cultural, i la fantasia es va convertir en un gènere dominant. Obres més antigues de fantasia infantil, com ara la sèrie Chrestomanci de Diana Wynne Jones i Young Wizards de Diane Duane, es van reeditar i van augmentar en popularitat; alguns autors van restablir la seva carrera. En les dècades següents, molts imitadors de Harry Potter i respostes subversives es van fer populars.
Rowling s'ha comparat amb Enid Blyton, que també va escriure en llenguatge senzill sobre grups de nens i va dominar durant molt de temps el mercat infantil britànic. També ha estat descrita com una hereva de Roald Dahl. Alguns crítics consideren Harry Potter, juntament amb l'èxit concurrent de La matèria obscura de Philip Pullman, com a part d'un canvi més ampli en els gustos lectors: un rebuig de la ficció literària a favor de l'argument i l'aventura. Això es reflecteix a l'enquesta The Big Read de la BBC de 2003 sobre els llibres preferits del Regne Unit, on Pullman i Rowling es van classificar en números 3 i 5, respectivament, amb molt pocs clàssics literaris britànics al capdavant 10.
La popularitat  de Harry Potter va portar els seus editors a planificar llançaments elaborats i va generar una mort textual entre els fans i els falsificadors. Començant amb la sortida del presoner d'Azkaban el 8 de juliol de 1999 a les 3:45 pm, els seus editors van coordinar la venda dels llibres al mateix temps a nivell mundial, van introduir protocols de seguretat per evitar compres prematures i van exigir als llibreters que es comprometessin a no vendre còpies abans de l'hora fixada. Impulsada pel creixement d'Internet, la ficció de fans sobre la sèrie va proliferar i ha generat una comunitat diversa de lectors i escriptors. Tot i que Rowling ha donat suport a la ficció de fans, les seves declaracions sobre personatges, per exemple, que Harry i Hermione podrien haver estat una parella i que Dumbledore era gai, han complicat la seva relació amb els lectors;  segons Pugh, ella només va anunciar la sexualitat d'en Dumbledore als seus fans, però no en els llibres, tancant així aquest personatge per raons inexplicables. Segons els estudiosos, això demostra que els lectors moderns senten un sentiment de propietat sobre el text que és independent de la intenció de l'autor i, de vegades, es contradiu.

## Conflictes legals
A les dècades de 1990 i 2000, Rowling va ser alhora demandant i demandada en demandes per infracció dels drets d'autor. Nancy Stouffer va demandar a Rowling el 1999, al·legant que Harry Potter es basava en històries que va publicar el 1984. Rowling va guanyar el plet el setembre de 2002. Richard Posner descriu la demanda de Stouffer com a profundament defectuosa i assenyala que el tribunal, trobant que havia utilitzat documents falsificats i alterats, li va avaluar una sanció de 50.000 dòlars.
Amb els seus agents literaris i Warner Bros., Rowling ha iniciat accions legals contra editors i escriptors d'imitacions de Harry Potter a diversos països. A mitjans de la dècada del 2000, Rowling i els seus editors van obtenir una sèrie d'ordres que prohibeixen vendre o publicar ressenyes dels seus llibres abans de les dates oficials de llançament.
A partir del 2001, després que Rowling vengués els drets de la pel·lícula a Warner Bros., l'estudi va intentar desconnectar els llocs de fans de Harry Potter tret que determinés que eren fets per fans autèntics amb finalitats innòcues. El 2007, amb Warner Bros., Rowling va iniciar un tràmit per deixar de publicar un llibre basat en contingut d'un lloc de fans anomenat The Harry Potter Lexicon. El tribunal va considerar que Lexicon no era ni un ús legítim del material de Rowling ni una obra derivada, però no va impedir que el llibre es publiqués d'una forma diferent. Lexicon es va publicar el 2009.